# Neohyptis
Neohyptis  é um gênero botânico da família Lamiaceae.

## Espécie
Neohyptis paniculata

## Nome e referências
Neohyptis (Baker ) J.K.Morton